# Paläosibirische Völker
Paläosibirische Völker bezeichnet Ethnien und Bevölkerungsgruppen, welche vor der Expansion heutiger „Neosibirischer Völker“ lebten und deren Vorfahren Sprecher der heterogenen paläosibirischen Sprachen waren oder deren Angehörige diese Sprachen teilweise noch benutzen. Die Bezeichnungen Paläosibirier, Altsibirier oder Paläoasiaten können im erweiterten Sinne auf alle in Nordasien (Sibirien) in Vergangenheit und Gegenwart lebenden Menschen bezogen werden, die nicht den großen eurasischen Sprach- oder „Völkerfamilien“ (Indogermanen, mongolische oder tungusische Völker) zugeordnet werden können. Mit dem Eigenschaftswort paläosibirisch werden auch nicht zuordenbare archäologische Kulturen Nordasiens bezeichnet.

## Areale und Völker
Einige Ethnologen sprechen zusammenfassen vom Kulturareal „Paläo-Sibirien“, um die ursprünglich dort lebenden Jäger und Sammler von den Rentierhirtenkulturen Nordasiens abzugrenzen.
Es gibt heute drei Siedlungsgebiete (Areale) der paläosibirischen Völker. Die meisten von ihnen leben im äußersten Nordosten Asiens, in der Region um den Fluss Kolyma und auf den Halbinseln Tschukotka und Kamtschatka (Areal 1). Weitere Areale sind die Amurmündung und die Insel Sachalin (Areal 2) sowie die Region um den mittleren Jenissei (Areal 3).

### Jukagiren und Tschuwanen
Im Westen des Areals 1, leben die Jukagiren (Siehe auch: jukagirische Sprachen). Jukagirischsprachige Ethnien lebten einigen Auffassungen zufolge früher auch weiter südlich und westlich, etwa auf der Halbinsel Taimyr.
Die in ganz Nordost-Asien lebenden Tschuwanen stellen eine Mischbevölkerung mit indigenen, zum Teil jukagirischen Wurzeln dar. Sie sprechen Russisch.

### Tschuktscho-Kamtschadalen
Die indigene Hauptbevölkerung des Areals 1 stellen die Ethnien dar, die tschuktscho-kamtschadalische Sprachen sprechen. Es handelt sich um die
- Tschuktschen (Lygoravetljan)
- Korjaken (Nymylan)
- Itelmenen

Ebenfalls dazu gehören die Aljutoren und Kereken, die sprachlich und kulturell zwischen Tschuktschen und Korjaken anzusiedeln sind. Die Kamtschadalen bilden eine Mischbevölkerung, die auf frühe russische Siedler und südliche Itelmenen zurückgeht.

### Niwchen und Keten
Die Niwchen (Giljaken) leben an der Amurmündung und auf der Insel Sachalin (Areal 2). Siehe auch: niwchische Sprache.
Die Keten, zu denen auch die Jugen zählen, sind die letzten Nachfahren mehrerer Ethnien (Kotten, Ariner und andere) im zentralen und südlichen Teil Sibiriens (Areal 3). Siehe auch: jenisseische Sprachen

### Turkvölker
Der genaue Ursprung der Turkvölker ist umstritten, sie werden jedoch als indigene Bevölkerung des südlichen Sibiriens und der nordwestlichen Mongolei angesehen, bevor sie in Kontakt mit Indogermanen und Mongolen kamen.

### Andere Ethnien
Ainu, Aleuten und Eskimos werden gelegentlich auch zu den Paläosibiriern gerechnet. Da erstere aber vor allem in Japan leben, letztere aber ganz überwiegend in Nordamerika (Alaska, Kanada, Grönland), ist dies eigentlich nicht korrekt.

## Bevölkerungszahlen 2021
Bei der Volkszählung 2021 wurden folgende Bevölkerungszahlen ermittelt:
| Ethnie        | Anzahl |
| ------------- | ------ |
| Aljutoren     | 96     |
| Itelmenen     | 2.596  |
| Jugen         | 7      |
| Jukagiren     | 1.802  |
| Kamtschadalen | 1.547  |
| Kereken       | 23     |
| Keten         | 1.088  |
| Korjaken      | 7.485  |
| Niwchen       | 3.842  |
| Tschuktschen  | 16.200 |
| Tschuwanen    | 900    |

Siehe auch: Liste der kleinen indigenen Völker Russlands

## Geschichte
Sibirien war seit frühgeschichtlichen Zeiten ein Gebiet mit einer beträchtlichen kulturellen und ethnisch-sprachlichen Dynamik. Die vorkolumbianischen Besiedlungswellen Amerikas gingen von hier aus. Schon in der vorkolonialen Epoche Sibiriens schrumpfte das Gebiet der Paläosibirier erheblich. Sie hinterließen jedoch sprachliche und kulturelle Spuren. Im 18. und 19. Jahrhundert starben mehrere Ethnien und Sprachen aus. Ihre Nachfahren sind heute Teil anderer Völker oder vermischten sich mit russischsprachigen Altsiedlern (Sibirjaken).